# Randers Flyveplads
Randers Flyveplads (ICAO-lufthavnskode EKRD) er en kommunalt ejet flyveplads, beliggende ved landsbyen Borup, 4,6 km. nord for Randers Centrum. Pladsen, der første gang blev taget i brug i 1967, har en 900 m. lang og 23 m. bred 07-25 asfaltbane.
Det er den næststørste flyveplads i Østjylland. Pladsen anvendes primært til privatflyvning og skoleflyvning i mindre privatfly, men også til mindre og mellemstore erhvervstransporter og taxiflyvninger, ligesom pladsen er hjem for Randers Flyveklub. Randers Flyveplads bruges også som forbindelsesled til andre lufthavne, bl.a. Billund og Aarhus.
Det har været på tale at udvide Randers Flyveplads til en international storlufthavn, men disse planer er indtil videre skrinlagt. Siden 2020 er der direkte tog fra Randers til Aalborg Lufthavn Station.
56°30′17.83″N 10°1′56.81″Ø / 56.5049528°N 10.0324472°Ø